# Caroline Rudolphi

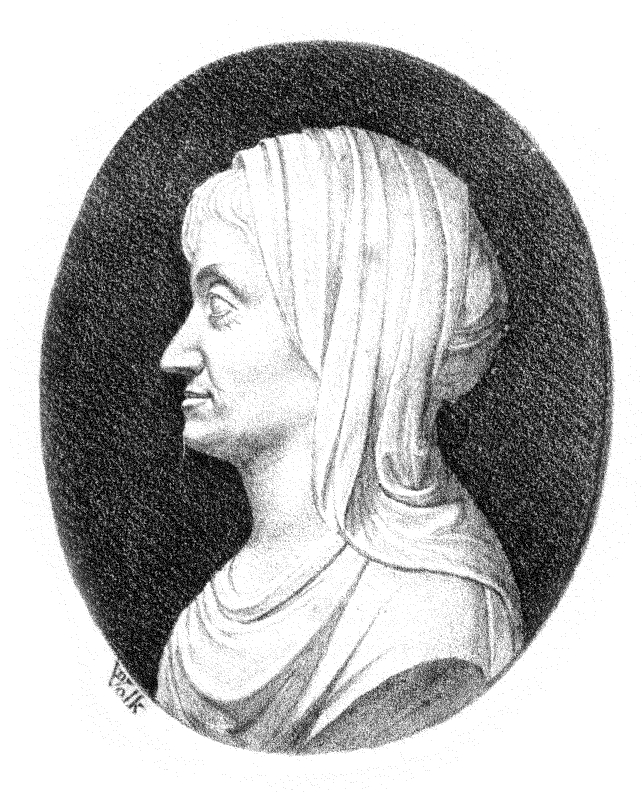
Caroline Rudolphi

Caroline Christiane Louise Rudolphi (* 24. August 1753 wahrscheinlich in Magdeburg als Carolina Christiana Louisa Rudolphi; † 15. April 1811 in Heidelberg) war eine deutsche Erzieherin, Dichterin und Schriftstellerin.

## Leben
Caroline Rudolphi wuchs in Potsdam in ärmlichen Verhältnissen auf. Der Vater verstarb früh. Ab 1763 musste sie für sich und ihre Mutter mit der Anfertigung von Handarbeiten den Lebensunterhalt erarbeiten. Ihre Ausbildung erfolgte weitgehend autodidaktisch. Sie verfasste Gedichte, Fabeln und Lieder. Als Dichterin wurde sie vom königlich-preußischen Kapellmeister Johann Friedrich Reichardt entdeckt und gefördert. Er vertonte eine Reihe ihrer Gedichte und brachte eine erste Sammlung heraus. 1778 übernahm Caroline Rudolphi die Erziehung von fünf Töchtern der Familie von Röpert in Trollenhagen.
Vier der Mädchen begleiteten sie, als sie 1783 nach Trittau ging. Damit war die Basis für ein eigenes Erziehungsinstitut gelegt. Im Sommer 1784 zog sie nach Billwerder und (Hamburg-)Hamm und nahm ihren Bruder Ludwig als männlichen Hauslehrer mit. Nach seinem Tod war der promovierte Physiker und Astronom Johann Friedrich Benzenberg einige Zeit für den naturwissenschaftlichen Unterricht zuständig.
In wenigen Jahren blühte Caroline Rudolphis Pensionat in der Hammer Landstraße 75 zu einem weithin bekannten Institut für Mädchenerziehung auf. Sie war mit Elise Reimarus eng befreundet und gehörte zum Kreis um die Familien Sieveking und Reimarus. Ihr Institut wurde ein Treffpunkt von Persönlichkeiten wie Matthias Claudius, Friedrich Gottlieb Klopstock, Friedrich Heinrich Jacobi, Carl Leonhard Reinhold und Jens Immanuel Baggesen.
1803 siedelte sie mit einigen ihrer Schülerinnen nach Heidelberg über. Dort setzte sie ihre erfolgreiche Arbeit als Erzieherin fort und begründete auch hier ein geselliges Zentrum. Zu ihren Gästen zählten die Protagonisten der Heidelberger Romantik, Achim von Arnim und Clemens Brentano mit seiner Frau, Sophie Mereau, und auch Friedrich Creuzer sowie Ludwig Tieck fanden sich unter den Besuchern. Mit Brentano blieb sie noch nach seinem Weggang von Heidelberg in Kontakt, denn sie hatte seine Stieftochter, Hulda Mereau, nach dem Tod der Mutter in ihre Obhut genommen.
Ein enges Verhältnis unterhielt Rudolphi ebenso zur Familie von Johann Heinrich Voß, dem Klassizisten, Homer-Übersetzer und streitbaren Gegenspieler der Romantiker. Seine Frau, Ernestine Voß, gehörte zu ihren Freundinnen, und der jüngste Sohn, Abraham Voß, war für einige Zeit Hauslehrer in ihrem Institut und gab später ihren Schriftlichen Nachlaß heraus.
Nach ihrem Tod 1811 übernahm Emilie Heins, eine langjährige Schülerin und Gehilfin, die Leitung des Pensionats, das sie gemeinsam mit ihrer älteren Schwester bis in die 1830er Jahre fortführte. Der Ruf des Instituts als Philanthropin blieb bis zum Schluss erhalten.

## Wirken
Mit drei Gedichtbänden, die 1781, 1787 und 1796 erschienen, machte sich Caroline Rudolphi einen Namen als Dichterin. Ab 1805 widmete sie sich schriftstellerisch dem Thema der weiblichen Erziehung und der Rolle der Frau in der Gesellschaft. In ihrem zweibändigen Gemälde weiblicher Erziehung (1807), einem Briefroman in Form von fiktiven Briefen der Erzieherin Selma an ihre frühere Schülerin Emma, entwickelte sie ihr Erziehungskonzept.
In der Tradition von Jean-Jacques Rousseau und Johann Heinrich Pestalozzi folgte sie dem Prinzip der natürlichen Erziehung und plädierte für die freie Entfaltung der natürlichen Kräfte des Kindes. Eine ihrer wichtigsten Unterrichtsmethoden war der Sokratische Dialog, das fragend-entwickelnde Gespräch, mit dem sie sich den Beinamen „weiblicher Sokrates“ erwarb. In mehreren anonym verfassten Artikeln im Journal für deutsche Frauen geschrieben von deutschen Frauen, die Rudolphi zuzuordnen sind, stellte sie die traditionelle weibliche Rolle als Gattin und Mutter zwar nicht in Frage, trat aber ein für den gleichberechtigten Anspruch von Frauen auf Bildung.
Posthum erschien 1835 der Schriftliche Nachlaß von Caroline Rudolphi, der Abraham Voß von Elise Bartholomay (1773–1843), der Schwester von Emilie Heins, zur Veröffentlichung übergeben worden war. Ihr Gemälde weiblicher Erziehung erfuhr bis 1857 drei weitere Auflagen. Ein frühes Gedicht, die Ode „An Gott“, wurde 1825 von Johann Heinrich Tobler vertont und später als Landsgemeindelied des Schweizer Kantons Appenzell Ausserrhoden eingeführt. „Das Bächlein“, lange Zeit fälschlicherweise Goethe zugeschrieben und im 19. und 20. Jahrhundert mehrfach vertont, stammt vermutlich von ihr.

## Werke
- Gedichte von Karoline Christiane Louise Rudolphi. Hrsg. u. m. einigen Melod. begl. v. Johann Friederich Reichardt. Berlin 1781 (2. Aufl. Wolfenbüttel 1787, (Digitalisat)).
- Gedichte von Karoline Christiane Louise Rudolphi. Zweite Sammlung. Nebst einigen Melodien. Hrsg. v. Joachim Heinrich Campe. Braunschweig 1787.
- Neue Sammlung von Gedichten von Caroline Rudolphi. Leipzig 1796.
- Der Karoline Rudolphi sämtliche Gedichte. Neue Aufl. Wien u. Prag 1805.
- Briefe über weibliche Erziehung. [anonym] In: Journal für deutsche Frauen von deutschen Frauen geschrieben. 1 (1805). H. 5, S. 9–50; H. 7, S. 46–82; H. 8, S. 1–43 [1.–16. Brief, Nachdruck in: Gemälde weiblicher Erziehung (1807)].
- Ist auch Freundschaft unter den Weibern? [sign.: Helena S.] In: Journal für deutsche Frauen von deutschen Frauen geschrieben. 1 (1805). H. 8, S. 54–66. [Nachdruck in: Schriftlicher Nachlaß von Caroline Rudolphi. Hrsg. von Abraham Voß. Heidelberg 1835. S. 67–80.]
- Weiblichkeit. Ein Gespräch. [sign.: Helena S. (Verf. der Briefe über weibliche Erziehung im ersten Jahrg.)] In: Journal für deutsche Frauen von deutschen Frauen geschrieben. 2 (1806). H. 5, S. 15–34.
- Gemälde weiblicher Erziehung. 2 Bde. Heidelberg 1807 (1. Band als Digitalisat und Volltext im Deutschen Textarchiv, 2. Band als Digitalisat und Volltext im Deutschen Textarchiv) (2. Aufl. 1815, 3. Aufl. 1838, 4. Aufl. 1857; Übersetzungen: Haarlem 1807; Stockholm 1811).
- Schriftlicher Nachlaß von Caroline Rudolphi. Hrsg. von Abraham Voß. Jakob Christian Benjamin Mohr, Heidelberg 1835 (Google-Books).

## Gedenken
- Gedenkstein im Gutspark von Trollenhagen